# Cieśnina Sverdrupa
Cieśnina Sverdrupa (ang. Sverdrup Channel) – cieśnina na Oceanie Arktycznym, położona w północnej części Archipelagu Arktycznego, w środkowej części Wysp Królowej Elżbiety, między wyspami Axela Heiberga i Meighen Island. Została nazwana na cześć badacza Arktyki Otta Sverdrupa. Ma 65 kilometrów długości i 41 kilometrów szerokości. Pierwszego przekroczenia cieśniny dokonał prawdopodobnie Frederick Cook w 1908 roku.